# Portugal nos Jogos Olímpicos de Inverno da Juventude de 2024
Portugal competiu nos Jogos Olímpicos de Inverno da Juventude de 2024 em Gangwon, na Coreia do Sul, entre 19 de janeiro e 1 de fevereiro de 2024. Os atletas portugueses têm competido em todas as edições dos Jogos Olímpicos da Juventude de Inverno desde a estreia de Portugal nos Jogos de 2016, em  Lillehammer, na Noruega.
A melhor participação portuguesa na competição de Inverno foi na edição dos Jogos Olímpicos da Juventude de 2024 em Gangwon, em que o Comité Olímpico de Portugal conseguiu obter o primeiro diploma olímpico em Jogos Olímpicos de Inverno.
Para os Jogos de Gangwon 2024, foram qualificados 6 atletas em 2 modalidades, todos os atletas são estreantes na competição. Pela primeira vez Portugal conseguiu a qualificação de atletas em mais de uma modalidade. Esta delegação é recorde em número de competidores, constituída por 6 elementos.

## Atletas
A seguir está a lista do número de atletas que se qualificaram para os Jogos.
| Modalidade              | Mulheres | Homens | Total |
| ----------------------- | -------- | ------ | ----- |
| Esqui Alpino            | 1        | 1      | 2     |
| Patinagem de Velocidade | 2        | 2      | 4     |
| Total                   | 3        | 3      | 6     |

## Conquistas

### Diplomas olímpicos
Portugal obteve no total da sua participação nos Jogos Olímpicos de Gangwon 2024, 1 diploma olímpico, o primeiro em Jogos Olímpicos de Inverno.
| Atleta            | Modalidade              | Prova      | Data                  |
| ----------------- | ----------------------- | ---------- | --------------------- |
| Jéssica Rodrugues | Patinagem de Velocidade | Mass Start | 26 de janeiro de 2024 |

### Recordes

#### Recordes nacionais
| Atleta | Modalidade | Prova | Data |
| ------ | ---------- | ----- | ---- |
|        |            |       |      |

#### Recorde pessoal do atleta
| Atleta         | Modalidade              | Prova | Data                  |
| -------------- | ----------------------- | ----- | --------------------- |
| Martim Vieira  | Patinagem de Velocidade | 500m  | 22 de janeiro de 2024 |
| Manuel Piteira | Patinagem de Velocidade | 500m  | 22 de janeiro de 2024 |
| Manuel Piteira | Patinagem de Velocidade | 1500m | 23 de janeiro de 2024 |

#### Recorde da temporada do atleta
| Atleta         | Modalidade              | Prova | Data                  |
| -------------- | ----------------------- | ----- | --------------------- |
| Martim Vieira  | Patinagem de Velocidade | 500m  | 22 de janeiro de 2024 |
| Manuel Piteira | Patinagem de Velocidade | 500m  | 22 de janeiro de 2024 |
| Manuel Piteira | Patinagem de Velocidade | 1500m | 23 de janeiro de 2024 |

## Esqui Alpino
| Atleta                            | Prova          | 1ª Manga    | 1ª Manga  | 2ª Manga    | 2ª Manga  | Total       | Total     | Final       | Final     |
| Atleta                            | Prova          | Performance | Posição   | Performance | Posição   | Performance | Posição   | Performance | Posição   |
| --------------------------------- | -------------- | ----------- | --------- | ----------- | --------- | ----------- | --------- | ----------- | --------- |
| Nahia Vieira da Fonte (Estreante) | Slalom         | 1:00.73     | 48º lugar | DNF         | DNF       | DNF         | DNF       |             |           |
| Nahia Vieira da Fonte (Estreante) | Slalom Gigante | 59.15       | 42º lugar | DNF         | DNF       | DNF         | DNF       |             |           |
| Nahia Vieira da Fonte (Estreante) | Super G        |             |           |             |           |             |           | 1:02.30     | 48º lugar |
| Nahia Vieira da Fonte (Estreante) | Combinado      | 1:03.22     | 47º lugar | 1:02.29     | 32º lugar | 2:05.51     | 31º lugar |             |           |

| Atleta                       | Prova          | 1ª Manga    | 1ª Manga  | 2ª Manga    | 2ª Manga  | Total       | Total     | Final       | Final     |
| Atleta                       | Prova          | Performance | Posição   | Performance | Posição   | Performance | Posição   | Performance | Posição   |
| ---------------------------- | -------------- | ----------- | --------- | ----------- | --------- | ----------- | --------- | ----------- | --------- |
| Emeric Guerillot (Estreante) | Slalom         | 50,69       | 36º lugar | 56,39       | 21º lugar | 1:47,08     | 21º lugar |             |           |
| Emeric Guerillot (Estreante) | Slalom Gigante | 52.75       | 39º lugar | DNF         | DNF       | DNF         | DNF       |             |           |
| Emeric Guerillot (Estreante) | Super G        |             |           |             |           |             |           | 56.79       | 32º lugar |
| Emeric Guerillot (Estreante) | Combinado      | 57,80       | 37º lugar | 58,80       | 26º lugar | 1:56,60     | 26º lugar |             |           |

Legenda
| Recorde mundial      | Recorde mundial (World record)               |                       | Recorde africano                      | Recorde africano (African) |                                           | Q | Classificado por posição (Qualified) |
| Recorde olímpico     | Recorde olímpico (Olympic record)            | Recorde da América    | Recorde da América (Americas)         | q                          | Classificado por melhor tempo (Qualified) |   |                                      |
| Melhor marca do ano  | Melhor marca do ano (World leading)          | Recorde asiático      | Recorde asiático (Asian)              | DNS                        | Não largou (Did not start)                |   |                                      |
| Recorde nacional     | Recorde nacional (National record)           | Recorde europeu       | Recorde europeu (European)            | DNF                        | Não terminou (Did not finish)             |   |                                      |
| Recorde pessoal      | Recorde pessoal do atleta (Personal best)    | Recorde da Oceania    | Recorde da Oceania (Oceania)          | DSQ / DQ                   | Desclassificado (Disqualified)            |   |                                      |
| Recorde da temporada | Recorde da temporada do atleta (Season best) | Recorde sul-americano | Recorde sul-americano (South America) | NM                         | Sem marca (No mark)                       |   |                                      |

## Patinagem de Velocidade
| Atleta                          | Prova      | Meias Finais | Meias Finais     | Final             | Final             |
| Atleta                          | Prova      | Performance  | Posição          | Performance       | Posição           |
| ------------------------------- | ---------- | ------------ | ---------------- | ----------------- | ----------------- |
| Jéssica Rodrigues (Estreante)   | 500m       |              |                  | 41,96             | 15º lugar         |
| Jéssica Rodrigues (Estreante)   | 1500m      | DNF          | DNF              |                   |                   |
| Jéssica Rodrigues (Estreante)   | Mass Start | 20 pontos    | 2º lugar (MF1) Q | 3 pontos          | 6º lugar          |
| Francisca Henriques (Estreante) | 500m       |              |                  | 42,35             | 17º lugar         |
| Francisca Henriques (Estreante) | 1500m      | 2.13,86      | 19º lugar        |                   |                   |
| Francisca Henriques (Estreante) | Mass Start | -            | 10º lugar (MF2)  | Não se qualificou | Não se qualificou |

| Atleta                     | Prova      | Meias Finais | Meias Finais    | Final             | Final             |
| Atleta                     | Prova      | Performance  | Posição         | Performance       | Posição           |
| -------------------------- | ---------- | ------------ | --------------- | ----------------- | ----------------- |
| Martim Vieira (Estreante)  | 500m       |              |                 | 38,84             | 16º lugar         |
| Martim Vieira (Estreante)  | 1500m      | 2.09,50      | 29º luggar      |                   |                   |
| Martim Vieira (Estreante)  | Mass Start | -            | 12º lugar (MF2) | Não se qualificou | Não se qualificou |
| Manuel Piteira (Estreante) | 500m       |              |                 | 40,78             | 26º lugar         |
| Manuel Piteira (Estreante) | 1500m      | 2,06,36      | 25º lugar       |                   |                   |
| Manuel Piteira (Estreante) | Mass Start | -            | 11º lugar (MF1) | Não se qualificou | Não se qualificou |

| Atleta                                           | Prova | Meias Finais | Meias Finais | Final               | Final               |
| Atleta                                           | Prova | Performance  | Posição      | Performance         | Posição             |
| ------------------------------------------------ | ----- | ------------ | ------------ | ------------------- | ------------------- |
| Martim Vieira e Francisca Hneriques (Estreantes) | Relay | DSQ          | DSQ          | Não se qualificaram | Não se qualificaram |

Legenda
| Recorde mundial      | Recorde mundial (World record)               |                       | Recorde africano                      | Recorde africano (African) |                                           | Q | Classificado por posição (Qualified) |
| Recorde olímpico     | Recorde olímpico (Olympic record)            | Recorde da América    | Recorde da América (Americas)         | q                          | Classificado por melhor tempo (Qualified) |   |                                      |
| Melhor marca do ano  | Melhor marca do ano (World leading)          | Recorde asiático      | Recorde asiático (Asian)              | DNS                        | Não largou (Did not start)                |   |                                      |
| Recorde nacional     | Recorde nacional (National record)           | Recorde europeu       | Recorde europeu (European)            | DNF                        | Não terminou (Did not finish)             |   |                                      |
| Recorde pessoal      | Recorde pessoal do atleta (Personal best)    | Recorde da Oceania    | Recorde da Oceania (Oceania)          | DSQ / DQ                   | Desclassificado (Disqualified)            |   |                                      |
| Recorde da temporada | Recorde da temporada do atleta (Season best) | Recorde sul-americano | Recorde sul-americano (South America) | NM                         | Sem marca (No mark)                       |   |                                      |

## Também
- Comité Olímpico de Portugal
- Portugal nos Jogos Olímpicos de Verão de 2024